# Camí del Cementiri (Aramunt)
El Camí del Cementiri, també denominat Camí de l'Horta, és una pista rural que discorre pel terme municipal de Conca de Dalt, a l'antic terme d'Aramunt), al Pallars Jussà.
Té el seu punt de partença a la Carretera d'Aramunt, just a l'extrem nord del pont pel qual aquesta carretera el barranc dels Clops. Discorre paral·lel a aquest barranc, sense travessar-lo mai, per migdia de les partides de les Malpodades i de l'Abadal, i al cap d'un breu tram troba l'arrencada cap al nord-oest del Camí de la Pobla de Segur. Continua sempre cap a llevant per la dreta del barranc dels Clops, passa pel nord del lloc de Rans, troba la Cabana del Pedro al nord del camí, i s'adreça al lloc on hi hagué la caseria de Sant Miquel. Si les aigües del pantà estan altes, el camí mor a l'aigua mateixa, ran d'una moderna construcció privada que es dreça en aquest lloc. Si estan baixes, a través de la platja que s'hi forma enllaça cap al nord amb un camí que mena a la Casanova.